# Phaenochitonia suapure
Phaenochitonia suapure är en fjärilsart som beskrevs av Archibald C. Weeks 1906. Phaenochitonia suapure ingår i släktet Phaenochitonia och familjen Riodinidae. Inga underarter finns listade i Catalogue of Life.